# شانکلین
latitudeشانکلینlongitudeشانکلین
شانکلین (به انگلیسی: Shanklin) یک منطقهٔ مسکونی در انگلستان است که در جنوب شرقی انگلستان واقع شده‌است.

## نگارخانه

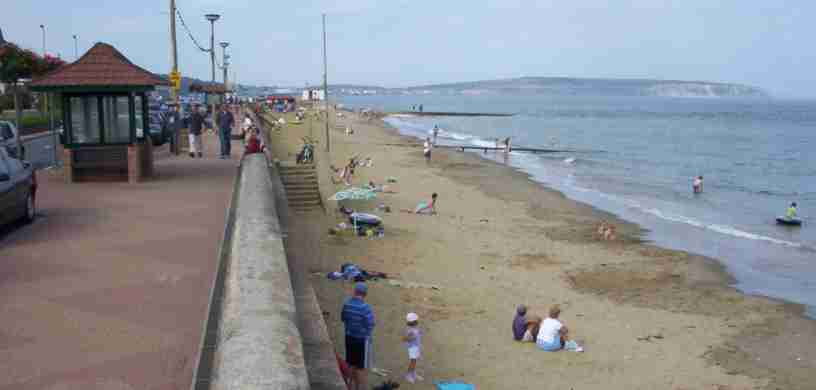
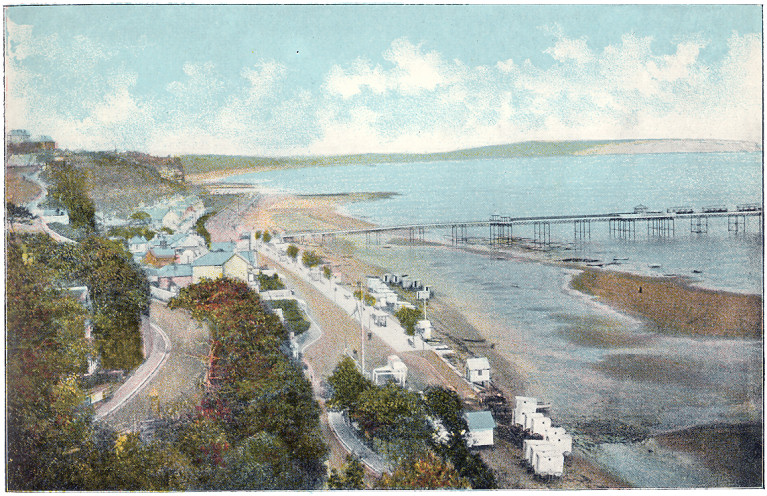
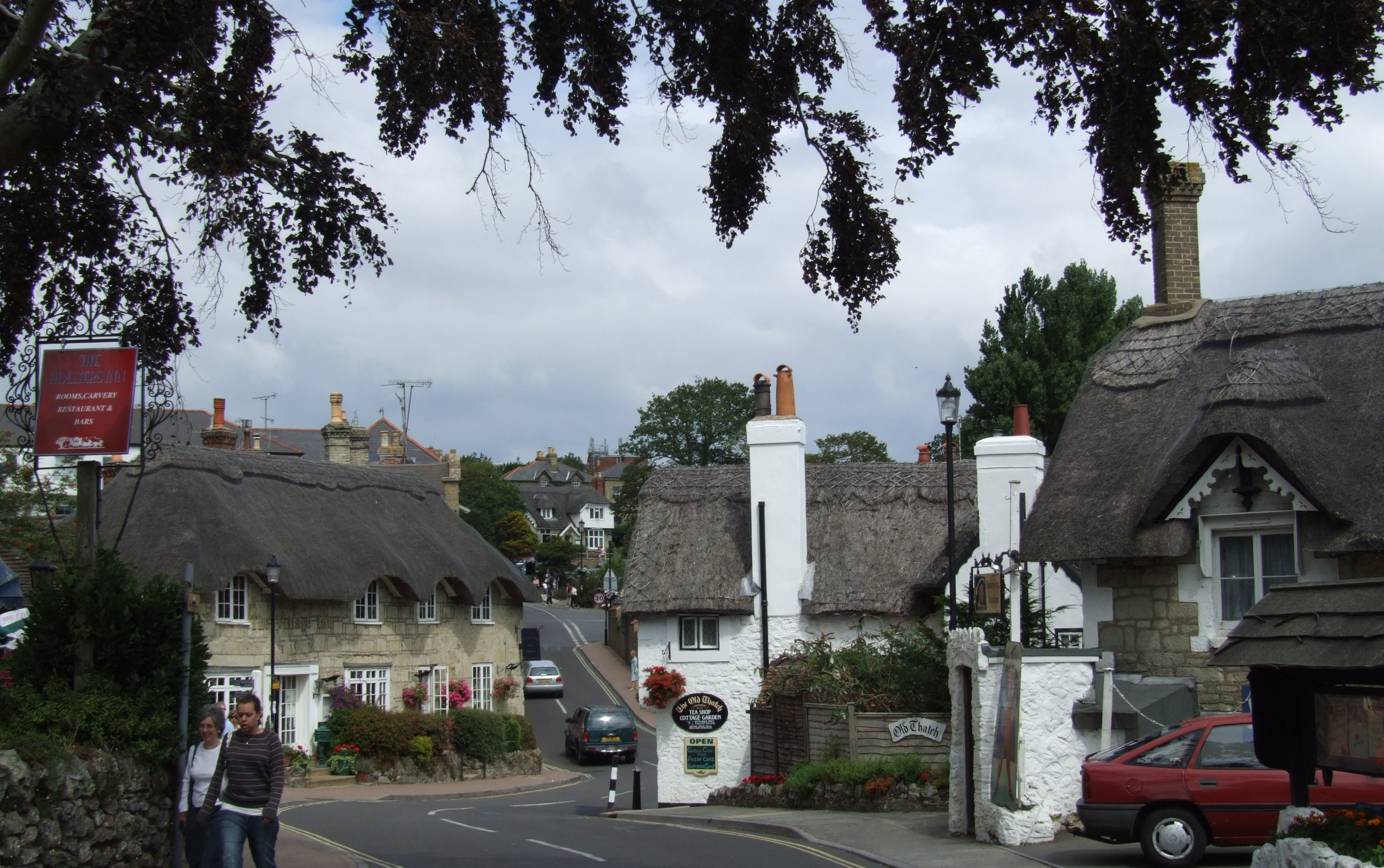

## خصوصیات
شانکلین ۸٬۰۵۵ نفر جمعیت دارد.